# Jacob Borelius

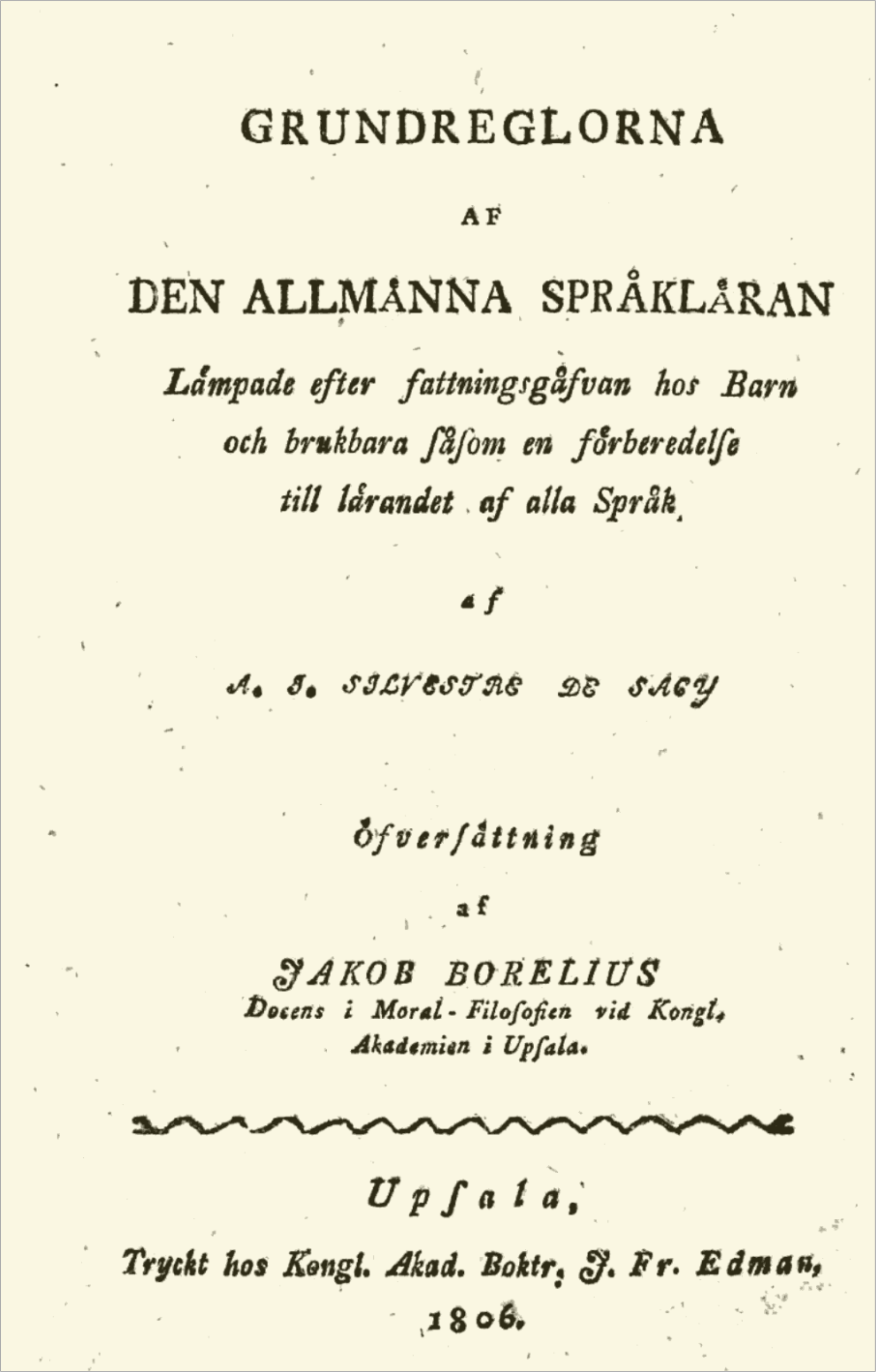
Förstasidan av Jacob Borelius översättning av Antoine-Isaac Silvestre de Sacys Principes de Grammaire Générale

Jacob Borelius, född 29 oktober 1772 i Ramsberg och död 4 februari 1851 i Skinnskatteberg, var en svensk akademiker och kontraktsprost. Han var äldste son till komministern Jonas Borelius och dennes hustru Anna Brita, född Boëthius. 

## Akademisk karriär
Borelius gick i Västerås läroverk, skrevs in vid universitetet i Uppsala 1786, blev fil. mag. 1794, disputerade 1798, blev docent i moralfilosofi 1799. Jacob förestod den Skytteanska professuren i statskunskap och vältalighet vårterminen 1806; en professur som instiftades av riksrådet Johan Skytte 1622 och anses vara den äldsta statsvetenskapliga i världen. Han var föreslagen till professor i teologi samma år. Efter morbrodern Daniel Boëthius död 1810 förestod han professuren i praktisk filosofi en längre tid och erhöll andra förslagsrummet när en efterträdare skulle väljas. Han uppehöll sedan professuren i teoretisk filosofi periodvis under åren 1812 och 1813 och stod i första förslagsrummet när en ny professor skulle väljas sistnämnda år, men fick av någon anledning inte heller den professuren. Som framgår av ovanstående arbetade man väldigt brett inom dåtidens akademiska värld, utan skarpa gränser mellan olika specialområden, och Jacob Borelius hann vara aktiv både inom statskunskap, teologi, språk och filosofi under sina år vid Uppsala universitet. Han utsågs till filosofie jubeldoktor 1845.
Som akademiker lämnade han ett viktigt arv efter sig när han översatte den franske orientalisten och språkvetaren Antoine-Isaac Silvestre de Sacys Principes de Grammaire Générale år 1806 till svenska med titeln Grundreglorna af den allmänna språkläran. I ett forskningsarbete bedrivet inom ramen för det stora projektet ”Det svenska ordförrådets utveckling 1800–2000”, som genomfördes med början år 2000 i samverkan mellan fem olika universitet och högskolor, refererar Maia Andréasson i inledningen till sin delrapport, ”Från satsdel till satsled” (utgiven i mars 2001) till Jacobs översättning. Hon skriver att satsläran var ett av de områden som var mest eftersatt inom språkläran och att boken godkändes av Svenska Akademien 1806 och att ”dess utgifvande, hälst då dylika arbeten på Svenska ännu saknades, skulle medföra nytta”. I den akademiska världen hade latinet varit det dominerande språket fram till slutet av 1700-talet och det första språk man studerade innan man gick vidare med modersmålet. Svenska Akademien hade uppdraget att utforma en svensk grammatik i sina stadgar från 1786, men arbetet gick långsamt och Jacob blev på det sättet en föregångare med sin översättning.

## Kontraktsprosten
När professuren uteblev valde Borelius att lämna den akademiska världen. Han prästvigdes 1813 och blev lektor i filosofi vid Västerås gymnasium samma år. Under åren 1816–1821 var han rektor vid gymnasiet. Det var den tjänst som hans morfars farfar, Jacob Boëthius, innehaft drygt 100 år tidigare. Som rektor ingick Borelius i stiftets styrelse, det så kallade konsistoriet. År 1816 var Borelius på förslag till domprost i Västerås domkyrkoförsamling men förlorade valet till  psalmförfattaren Johan Olof Wallin. Borelius vann senare valet till kyrkoherde i Stora Tuna men bad att få avstå för att kunna söka till Skinnskattebergs församling där han också vann valet och utnämndes 1822, och blev senare kontraktsprost i Köpings kontrakt. Dessförinnan, 1820, vigdes Jacob och den 22 år yngre apotekardottern Ulrika (Ulla) Böttiger (1794–1883). Hustrun Ulrika Böttiger var halvsyster till professorn, skalden och akademiledamoten Carl Wilhelm Böttiger. Borelius blev far till filosofiprofessorn Johan Jacob Borelius och farfar till litteraturdocenten Hilma Borelius och fysiklektorn Johan Borelius.
I Västerås stifts herdaminne beskrivs Borelius som; ”...ädel, redbar, strängt rättvis och flärdlös, förenade han med all skarpsinnighet såsom lärd och tänkare nästan barnaenfald i vardagliga förhållanden”. Som filosof hyllade han panteistiska åsikter (panteism innebär att man tror att allt är besjälat). Jacob Borelius avled den 4 februari 1851 i Skinnskatteberg där hans grav fortfarande finns kvar.